# Ferdinand Piatnik & Söhne Kártyagyár
A  Ferdinand Piatnik & Söhne (Piatnik Nándor és fiai) bécsi székhelyű kártyagyár és nyomdaüzem.

## Története
Anton Moser 1842-ben alapított műhelyét alapítója halála után Ferdinand Piatnik vitte tovább. Második házasságából született gyermekeivel (ifj. Ferdinand Piatnik (1857-1930) és Adolf Piatnik (1859-1940) a saját nevén üzemeltette a műhelyet, és adta ki a kártyákat. Családi vállalkozásként Európa egyik legjelentősebb kártyagyárává fejlődött. A gyár a 19. század végén és a 20. század első évtizedében a konkurens cégeken felülkerekedve, budapesti (1896-1949) és prágai (1899-1947) leányvállalatokat alapítva, a Monarchiában szinte kizárólagos készítője volt a játékkártyáknak. 1945 után elvesztette külföldi érdekeltségeit, így a ratschani kartongyárat is. A hetvenes évek céltudatos üzletpolitikája tette ismét kártyahatalommá a gyárat.
A Piatnik kártyagyárai megszámlálhatatlanul sok kártyaképet készítettek, regionális és alkalmi kártyákat csakúgy, mint reklámkártyákat és reprodukciókat. A cég gyűjteményében sok ritkaságot őriznek.

### Magyarországon
Magyarországon a fél évszázados  jelenlét alatt a kártya szót a Piatnik fogalommá vált neve helyettesítette. A Piatnik védjegy lovas zsokéja egyben a jó nevű Piatnik versenyistállóra utalt.